# Marcipa contorta
Marcipa contorta là một loài bướm đêm trong họ Erebidae.